# Arothron immaculatus
Arothron immaculatus es una especie de peces de la familia Tetraodontidae en el orden de los Tetraodontiformes.

## Morfología
Los machos pueden llegar alcanzar los 30 cm de longitud total.

## Hábitat
Es un pez de mar de clima tropical y asociado a los  arrecifes de coral que vive entre 1-17 de profundidad.

## Distribución geográfica
Se encuentra desde el Mar Rojo y  África Oriental (incluyendo la costa meridional de Sudáfrica) hasta Indonesia y el sur del Japón.

## Observaciones
No se puede comer ya que es  venenoso para los humanos.